# Підводні човни типу «Бенджамін Франклін»
| ПЧАРБ типу «Бенджамін Франклін» | ПЧАРБ типу «Бенджамін Франклін»                                                                          | ПЧАРБ типу «Бенджамін Франклін»                                                                          |
| ------------------------------- | --- | --- |
|                                 | | |
|                                 | | |
|                                 | | |
| Під прапором                    | США | США |
| Спуск на воду                   | 1965—1967 рр (12 човнів)                                                                                 | 1965—1967 рр (12 човнів)                                                                                 |
| Виведений зі складу флоту       | 1992—1999 рр                                                                                             | 1992—1999 рр                                                                                             |
| Проєкт                          | | |
| Тип ПЧ                          | Підводні човни атомні з ракетами балістичними                                                            | Підводні човни атомні з ракетами балістичними                                                            |
| Розробник проєкту               | Electric Boat                                                                                            | Electric Boat                                                                                            |
| Класифікація НАТО               | SSBN «Benjamin Franklin»                                                                                 | SSBN «Benjamin Franklin»                                                                                 |
| Основні характеристики          | | |
| Швидкість (надводна)            | 20 вузлів (37 км/год)                                                                                    | 20 вузлів (37 км/год)                                                                                    |
| Швидкість (підводна)            | 25 вузлів (46 км/год)                                                                                    | 25 вузлів (46 км/год)                                                                                    |
| Робоча глибина занурення        | 300 м | 300 м |
| Гранична глибина занурення      | 500 м | 500 м |
| Автономність плавання           | біля 80 діб                                                                                              | біля 80 діб                                                                                              |
| Екіпаж                          | 145 осіб (13 офіцерів, 132 матроси)                                                                      | 145 осіб (13 офіцерів, 132 матроси)                                                                      |
| Розміри                         | | |
| Довжина найбільша (по КВЛ)      | 129,5 м                                                                                                  | 129,5 м                                                                                                  |
| Ширина корпусу найб.            | 10,1 м                                                                                                   | 10,1 м                                                                                                   |
| Середня осадка (по КВЛ)         | 9,6 м | 9,6 м |
| Водотоннажність надводна        | 7 325 т                                                                                                  | 7 325 т                                                                                                  |
| Озброєння                       | | |
| Торпедно- мінне озброєння       | Носові: 4 ТА калібру 533-мм (13-23 торпеди, в залежності від довжини моделі торпеди)                     | Носові: 4 ТА калібру 533-мм (13-23 торпеди, в залежності від довжини моделі торпеди)                     |
| Ракетне озброєння               | 16 ПУ для ракет Поларіс А3, пізніше Посейдон С3, на 6 човнах були встановлені ПУ для ракет Трайдент 1-С4 | 16 ПУ для ракет Поларіс А3, пізніше Посейдон С3, на 6 човнах були встановлені ПУ для ракет Трайдент 1-С4 |

Підводні човни типу «Бенджамін Франклін» — тип підводних човнів атомних з ракетами балістичними (ПЧАРБ) США другого покоління. Побудовано і передано флоту 12 човнів цього типу. Цей тип є третьою серією ПЧАРБ типу «Лафаєт». Човни озброювалися шістнадцятьма балістичними ракетами для підводних човнів (БРПЧ) «Поларіс А3». На початку 1970-х всі човни були переозброєні ракетами «Посейдон», а на початку 1980-х років шість човнів отримали ракети «Трайдент-1».
Разом отримали ВМС США на озброєння 41 ПЧАРБ, в 1960—1966 роках, усіх типів — «Джордж Вашингтон», «Етен Аллен», «Лафайет» і «Джеймс Медісон». Всі вони були названі на честь видатних діячів американської історії..

## Історія
Підводні човни серії будувалися за вдосконаленим проєктом. По класифікації управління кораблебудуванням ВМФ США відносилися до проєкту SCB 216 mod.2. На стратегічних ракетоносіях типу «Бенджамін Франклін» була застосована технологія покриття турбінної установки і механізмів головних турбозубчатих агрегатів звукопоглинаючим матеріалом, що дозволило понизити шуми човна. З метою зниження шумів було дещо модифіковано конструкцію носа і корми і застосований гребний гвинт нової конструкції. В усьому іншому підводні човни цього типу повторювали конструкцію першої серії човнів типу «Лафаєт».
Човни будувалися двома підсеріями по шість човнів. SSBN 640—645 були замовлені флоту в 1962 році, SSBN 654—659 були замовлені на рік пізніше і будувалися за трохи зміненим проєктом. Будівництво човнів типу велося в 1962—1967 роках на заводах Electric Boat — 7 човнів, Newport News — 4 човни і Mare Island Naval Shipyard — 1 човен. Останній човен цього типа — Will Rogers (SSBN-659) був переданий флоту 1 квітня 1967 року.

## Корпус
Міцний корпус виготовлений з сталі марки HY-80 і роздільний на 6 відсіків:
- торпедний відсік
- житловий, центральний пост
- ракетний
- реакторний
- допоміжних механізмів
- турбінний.

Легкий корпус присутній в районі першого, п'ятого відсіків, в носі і в кормі човнів. Переднє горизонтальні релі розташовані на рубці. Водопроникна надбудова займає 2/3 довжини корпусу. За рубкою знаходиться ракетний відсік, у якому встановлено 16 шахт розташованих у два ряди. Шахти закріплені в міцному корпусі, а їх верхня частина виходить в надбудову. Нумерація шахт традиційна для американських стратегічних ракетоносіїв — від носа до корми. Непарні номери по правому борту, парні номери — по лівому. У кормовій частині розташовані вертикальні і горизонтальні рулі і один семилопатевий гвинт діаметром 5 метрів. Після модернізації, на початку 80-х років, частина човнів замість одного вертикального керма була оснащена подвійним кермом, розташованим на горизонтальному хвостовому кермі у формі букви Н.

## Енергетичне обладнання
На човнах типа «Бенджамін Франклін» встановлювався водо-водяной реактор S5W фірми Вестінгауз з активною зоною, розрахованої на 5 років безперервної роботи до перезавантаження палива. Також до складу головної енергетичної установки входять дві парові турбіни загальною потужністю 15 000 к.с. і два турбогенератори потужністю по 2500 кВт. У резервну енергетичну установку входили дизель-генератори і резервний гребний електродвигун потужністю 600 к.с

## Екіпаж
Екіпаж підводного човна становив 145 чоловік, у тому числі 13 офіцерів. Попри значні розміри, усередині підводних човнів типу «Бенджамін Франклін» було доволі тісно для екіпажу (по американських мірках). Тому, для поліпшення умов проживання, конструктори постаралися по максимуму використовувати весь вільний простір. Рядові члени екіпажа розміщувалися на триповерхових ліжках. Медичне відділення розміром з чотири телефонні будки. У разі потреби, для виконання медичних операцій використовувалася офіцерська каюта

## Озброєння

### Ракетний відсік
Система зберігання і пуску ракет, встановлена в ракетному відсіку, складається з шахтних пускових установок, підсистеми викиду ракет, підсистеми контролю і управління пуском і вантажного устаткування. Шахта виконана у вигляді сталевого циліндра, жорстко закріплений в корпусі човна. Шахта зверху закривається кришкою з гідравлічним приводом. Кришка забезпечує герметизацію шахти і розрахована на той же тиск, що і міцний корпус. На ній розташовано чотири контрольно-налагоджувальних люки для проведення оглядів. Спеціальний механізм блокування забезпечує захист від несанкціонованого проникнення і санкціонує відкриттям кришки і технологічних люків.
Усередині шахти встановлений пусковий стакан і устаткування подачі парогазової суміші. Пусковий стакан накривається мембраною, що запобігає попаданню води всередину при відкритті кришки під час старту. Мембрана має куполоподібну форму і виготовляється з фенольної смоли армованої азбестом. При запуску ракети, за допомогою встановлених на її внутрішній стороні профільованих зарядів вибухової речовини мембрана руйнується на центральну і декілька бічних частин. Система управління стріляниною Mk 88 дозволяє перевести всі ракети в стан хвилинної готовності до старту протягом 15 хвилин. Під час передстартової підготовки система виробляє розрахунок даних стрільби, введення їх в ракету, виробляє передстартову перевірку і здійснює контроль готовності до запуску. Перед пуском в шахті створюється надлишковий тиск. У кожній шахті для формування парогазової суміші встановлений пороховий акумулятор тиску (ПАТ). Газ, виходячи з ПАТ-а, проходячи через камеру з водою частково охолоджується і, поступаючи в нижню частину пускового стакана, виштовхує ракету з прискоренням порядку 10g. Ракета виходить з шахти із швидкістю приблизний 50 м/с. При русі ракети вгору, відбувається розрив мембрани, і в шахту починає поступати забортна вода. Кришка шахти закривається автоматично після виходу ракети. Вода з шахти викачується в спеціальну замісну цистерну. Для утримання підводного човна в стабільному положенні і на заданій глибині виробляється управління роботою гіроскопічних стабілізуючих пристроїв і перекачування водного баласту. Пуск ракет може здійснюватися з 15—20 секундним інтервалом з глибини до 30 метрів, при швидкості ходу близько 5 вузлів і хвилюванні морить до 6 балів. Всі ракети можуть бути випущені в одному залпі (випробувальні пуски усього боєкомплекту ніколи не проводилися). У воді відбувається некерований рух ракети і після виходу з води, за даними сигналу датчика прискорень, включається двигун першого рівня. У штатному режимі включення двигуна відбувається на висоті 10—30 метрів над рівнем моря.

### Балістичні ракети
На всіх човнах при споруді встановлювалися 16 ракет Поларіс А3. Система управління ракетною стріляниною Mk 84 дозволяла за 15 хвилин підготувати ракети до однохвилинної готовності до запуску. Запуск ракет міг здійснюватися з глибин до 30 метрів при швидкості човна до 5 вузлів і хвилюванні морить до 6 балів. Метод старту — підводний з сухої шахти.
Під час першої заміни активної зони реактора з листопаду 1972 по вересень 1974 року на всіх човнах були встановлені ракети Посейдон С3. Тоді ж була встановлена нова система управління ракетною стріляниною Mark 88. Шість човнів цього типа (USS Benjamin Franklin (SSBN-640), USS Simon Bolivar (SSBN-641), USS George Bancroft (SSBN-643), USS Henry L. Stimson (SSBN-655), USS Francis Scott Key (SSBN-657) и USS Mariano G. Vallejo (SSBN-658)) пройшли переозброєння ракетами Трайдент 1-С4. На них була встановлена система управління стріляниною Mark 84 mod. 2 з модернізованою навігаційною системою і апаратурою системи NAVSTAR. Система дозволяла перенацілювати балістичні ракети на нові цілі в процесі бойового патрулювання. USS Simon Bolivar (Ssbn-641) стала першим човном цього типа, переозброєним на ракети Трайдент-1 на верфі ВМС США в період з 2 березня 1979 по 26 червня 1981 ріка. Модернізовані підводні човни стали базуватися на базі Кінгс-бій (штат Джорджія, США)

### Торпедне озброєння
На підводних човнах типа встановлювалися чотири носових торпедних апарати Mark-65 калібру 533 мм і система управління торпедною стрільбою Mark 113 mod 9. Застосовувалися торпеди типів Mk14/16 mk27, Mk37, Mk45, Mk48. У порівнянні з човнами Лафаєт, перших серій, боєзапас був трохи збільшений. Він залежав від типів торпед і міг складати 13 «довгих» торпед (6,25 м-кодів Mk14 або 5,8 м-кодів Mk45 і Mk48), 14 «середніх» (4-метрових Mk37) або до 23 «коротких» (3,2м Mk27).

## Радіоелектронне і гідроакустичне обладнання

Схема встановлення антен ГАК в носовій частині човна: 1 — антенна ГАК гідроакустичної розвідки AN/WLR-9A; 2 — конформная антенна пасивної шумопеленгаторної ГАК AN/BQR-7; 3 — антенна пасивної ГАС AN/BQR-2

Спочатку склад радіоелектронного і гідроакустичного устаткування включав:
- систему управління ракетною стрільбою Mk 84
- система управління торпедною стрільбою Mk 113 Mod.9
- гідроакустичний комплекс AN/BQQ-2, у складі:
  - пасивна гідроакустична станція AN/BQR-2
  - пасивна шумопеленгаторна гідроакустична станція AN/BQR-7
  - активна гідроакустична станція AN/BQS-4
  - активна навігаційна BQR-19
  - комплекс підводного зв'язку AN/UQC-1
  - антена контролю власних шумів BQA-8
- станція гідроакустичної розвідки AN/WLR-9A
- станція радіолокації BPS 11a або BPS-15
- навігаційний комплекс SINS Mk 2 Mod.4
- комплекс радіозв'язку — рамкова антена СДВ AN/BRA-16
- плаваюча кабельна антена AS-1554/BRR (антена КВ-СВ AN/BRA-9, спіральна прийомо-передавальна AN/BRA-15)[6].

У 1971—1972 роках в процесі переозброєння ракетами Посейдон С3 човни отримали нову систему управління стрільбою Mark 88. У 1978—1982 роках, при переозброєнні 6 човнів ракетами Трайдент, встановлювалася нова система управління ракетною стрільбою Mark 88 мод. 2 і стартовий комплекс Mk24 мод.1. Додатково були встановлені нові гідроакустичні станції AN/BQR-15, ГАК AN/BQR-2 модернізований до рівня AN/BQR-21 і встановлена нова автоматизована система управління.
У процесі ремонтів у 80-х роках електронне устаткування було модернізоване до одного рівня. Усі човни отримали буксировану антену AN/BQR-15 і модернізовану циліндрову антену AN/BQR-4. Була встановлена апаратура цифрової обробки сигналів, що дозволяє одночасно відстежувати до п'яти цілей. У навігаційну систему була додана апаратура астрокорекції координат, що дозволила підвищити точність ракетної стрільби.

## Експлуатація
Після введення в експлуатацію човни несли активну бойову службу. Через невелику дальність ракет Поларіс А-3 (4600 км) човни вели патрулювання в морях, близько розташованих до території СРСР. ПЧАРБ виходили на патрулювання з військово-морських баз:
- Апра (о. Гуам, США) з патрулюванням у Філіппінському морі;
- Рота (затока Кадіс, Іспанія), з патрулюванням у Середземному морі;
- Чарлстон (штат Південна Кароліна, США), з патрулюванням у районі Гренландії[9].

Після переозброєння на ракети з більшою дальністю стрільби (5600 км для «Посейдон» і 7400 км для «Трайдент-1») ПЧАРБ з пункту базування Рота були переведені на інші бази, ближче до США. Підводні човни, озброєні ракетами «Посейдон», були направлені на ВМБ Чарлстон, а ПЧАРБ, озброєні «Трайдент-1», — на ВМБ Кінгс-бей (штат Джорджія, США) із зоною патрулювання в районі Бермудських островів.
Кожен човен комплектувався двома екіпажами — «синім» і «золотим», що поперемінно виходили в морі. Човни мали 100-добовий цикл оперативного використання: 68 діб на бойовому патрулюванні і 32 доби в міжпоходовому ремонті на базі. Капітальний ремонт проводився в середньому раз в 5—6 років. Під час якого виконувалася заміна активної зони реактора, а також, як правило, модернізація ракетного комплексу і електронного устаткування. Це дозволило в 60-х роках забезпечити високий КОН в діапазоні 0,5-0,6. У 1967 році човна типа «Бенджамін Франклін» спільно з ПЧАРБ інших типів групи «41 for Freedom» встановили рекорд перебування в морі. У цілому човни провели на бойовому патрулюванні 8 515 днів.
Човен «Камегамега» встановив рекорд, що діяв дотепер, по тривалості служби підводного човна атомного в ВМФ США — 37 років. Щорічна вартість обслуговування одного підводного човна типа «Бенджамин Франклін» в 1996 році становила 13 млн. доларів США.

## Інциденти
| дата                 | місце              | випадок                                              | |
| -------------------- | ------------------ | ---------------------------------------------------- | --- |
| «Бенджамін Франклін» | 11 квітня 1972 рік | верф Electric Boat, Гротон                           | SSBN-640 зіткнувся з буксиром в акваторії заводу Electric Boat. ПЧАРБ, який проходив ремонт, не отримав ушкоджень. |
| «Сімон Болівар»      | 31 серпня 1967 рік | 70 миль на південь від Чарльстону, Південна Колумбія | SSBN-641, озброєна 16 ракетами «Поларіс», стикається з кораблем-цілью USS BETELGEUSE (T-AK 260) під час практичної стрільби. Ніхто не був поранений, але ПЧАРБ отримала пошкодження перископу і висувної антени, оцінені в 1 мільйон доларів. «Бетельгейзе» отримав пробоїну в корпусі. Представники ВМС на прес-конференції заявили, що ракети на борту SSBN-641 не були споряджені ядерними боєголовками і небезпеки ядерного вибуху або радіактивного випромінювання не було. ВМС підкреслили, що ракети не були пошкоджені. ПЧАРБ вимушена була спливти, а екіпажу довелося зняти з рубки шматок обшивки заввишки 1,5 метра і завдовжки 5 метрів для того, щоб можна було повернутися на базу в надводному положенні. |
| «Камегамега»         | 14 грудня 1974 рік | центральне Середземномор'я                           | SSBN-642 в підводному положенні стикається з риболовецьким тралом під час навчань в Середземномор'ї. Був подряпаний корпус по лівому борту і пошкоджений гвинт. ПЧАРБ повернулася в порт для ремонту власним ходом. |
| «Джеймс Полк»        | 27 грудня 1996 рік | Маддалена, Італія                                    | Під час шторму з поривами вітру 160—180 км/год в USS SIMON LAKE (AS 33) лопнув один з швартових канатів, який, навалившись на стоячий поряд SSBN-645 і заподіяв його корпусу незначні пошкодження. |
| «Генрі Стімсон»      | 22 липня 1977 рік  | ППБ Рота, Іспанія                                    | SSBN-655 попала в риболовецьку сітку іспанського траулера, під час проходження тренування в районі пункту постійного базування (ППБ) Рота, Іспанія. |
| «Вілл Роджерс»       | 3 січня 1989 рік   | затока Клайд                                         | SSBN-659 стикається з британським риболовецьким траулером NEW DAWN. ПЧАРБ отримала серйозні пошкодження корпусу. Повідомлень про жертви не надходило. За словами одного з членів екіпажу Біла Кунта (англ. bill Koont), «траулер йшов поряд, з ще одним, без суднових вогнів. Рульовий на траулері спробував проскочити між нашою надбудовою і хвостовим кермом і врізався в нас!». |

## Сучасний статус

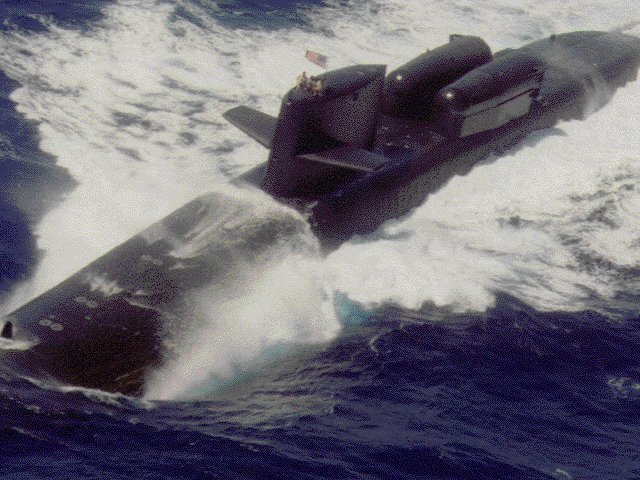
Човен SSN-642 «Kamehameha» з встановленими модулями DDS

У результаті укладення договору по скороченню озброєнь СНО-2 і передачі флоту США нових ПЧАРБ типа «Огайо» підводні човни типу «Бенджамін Франклін» в 90-х роках стали виводитися із складу флоту. Вони виходили на бойове патрулювання до 1995 року. Два ПЧ — Kamehameha (SSBN-642) і James K Polk (SSBN-645) — були переобладнані для проведення спеціальних операцій. Роботи почалися в березні 1994 року і продовжувалися 19 місяців. На човнах були демонтовані ракети, а шахти № 1 і № 2 обладнані шлюзовим устаткуванням для з'єднання із спеціальними модулями Dry Deck Shelters (DDS), що забезпечують вихід бойових плавців. Ці два човни були перекласифіковані в торпедні, отримавши номери SSN-642 і SSN-645 відповідно. Вони несли свою службу і після того, як останні ракетні човни цього типа були виведені із складу флоту. Човен SSN-642 Kamehameha став останньої з човнів групи «41 for Freedom», виключеним з реєстру ВМФ США. Його виключили із списків флоту 2 квітня 2002 року

## Оцінка проєкту
Стратегічні ракетоносії типа «Бенджамін Франклін» трохи відрізнялися від перших двох серій човнів типа «Лафайет». Всього було побудовано 31 човен трьох серій. Ракетоносії вийшли вдалими завдяки використанню системного підходу при їх проєктуванні. Ще в початку 1950-х років у ВМС США було створено Управління спеціальних проєктів (Special Project Office). Це управління було відповідальне за комплексне керівництво розробкою морських стратегічних ядерних сил США. Були вироблені тактико-технічні вимоги до ракет, підводних човнів, передбачалося створення необхідної для їх експлуатації інфраструктури базування, матеріально-технічного забезпечення і обслуговування. Ракетні шахти були спроєктовані з врахуванням подальших модернізацій — із збільшеним діаметром і змінним пусковим стаканом. Це дозволило послідовно провести на човнах заміну ракет «Поларіс» А-3 «Посейдон» С-3, а потім частково на «Трайдент-i» С-4. За рахунок фактично однокорпусної конструкції човни вийшли по габаритах менші, ніж ракетоносії другого покоління СРСР. Краще в американських човнів йшла справа і з шумами човнів.
Підводні човни СРСР були краще пристосовані для експлуатації в Арктиці і мали ракети з міжконтинентальною дальністю стрільби. Американські ж ракети «Посейдон» і «Трайдент-1» мали меншу дальність, але оснащувалися головною частиною, що розділяється, з блоками індивідуального наведення і меншим кругом вірогідного відхилення (КВВ). За рахунок комплексного підходу, в умовах розвиненої інфраструктури і відлагодженної організації бойового патрулювання американські човни в 70-х роках експлуатувалися з коефіцієнтом оперативної напруги 0,5-0,6, а радянські — 0,17-0,2
.
| Порівняльна таблиця ПЧАРБ другого покоління | Порівняльна таблиця ПЧАРБ другого покоління | Порівняльна таблиця ПЧАРБ другого покоління | Порівняльна таблиця ПЧАРБ другого покоління | Порівняльна таблиця ПЧАРБ другого покоління | Порівняльна таблиця ПЧАРБ другого покоління | Порівняльна таблиця ПЧАРБ другого покоління | Порівняльна таблиця ПЧАРБ другого покоління |
| Країна                                      | США                                         | США                                         | СРСР                                        | СРСР                                        | СРСР                                        | Велика Британія                             | Франція                                     |
| ------------------------------------------- | ------------------------------------------- | ------------------------------------------- | ------------------------------------------- | ------------------------------------------- | ------------------------------------------- | ------------------------------------------- | ------------------------------------------- |
| ПЧАРБ                                       | Лафаєт                                      | Джеймс Медісон Бенджамін Франклін           | 667А «Навага»                               | 667Б «Мурена»                               | 667БД «Мурена-М»                            | Резолюшен                                   | Редутабль                                   |
| Побудовано                                  | 1961—1964                                   | 1962—1967                                   | 1964—1974                                   | 1971—1977                                   | 1973—1975                                   | 1964—1969                                   | 1964—1985                                   |
| Експлуатація                                | 1963—1994                                   | 1964—1995                                   | 1967—2004                                   | 1973—2003                                   | 1975—1999                                   | 1966—1996                                   | 1969—2008                                   |
| Кількість                                   | 9                                           | 10+12                                       | 34                                          | 18                                          | 4                                           | 4                                           | 6                                           |
| Водозаміщення (т) надводне підводне         | 7 250 8 250                                 | 7 250 8 250                                 | 7 760 11 500                                | 8 900 13 700                                | 10 500 15 750                               | 7 500 8 500                                 | 8 100 8 900                                 |
| Число ракет                                 | 16 «Поларіс» А-3, потім «Посейдон» С-3      | 16 «Посейдон» С-3 або «Трайдент I» С-4      | 16 Р-27                                     | 12 Р-29                                     | 16 Р-29Д                                    | 16 «Поларіс» А-3ТК                          | 16 M1, потім М2, потім М20, потім M4        |
| ГЧ: блоків × потужністю                     | 3×600 Кт 10×50 Кт                           | 10×50 Кт 8×100 Кт                           | 1×1 Мт                                      | 1×1 Мт                                      | 1×800 Кт                                    | 3×600 Кт                                    | 1×500 Кт 1×500 Кт 1×1,2 Мт 6×150 Кт         |
| Вага ГЧ (кг)                                | 760 кг 2000 кг                              | 2000 кг 1360 кг                             | 650 кг                                      | 1100 кг                                     | 1100 кг                                     | 760 кг                                      | 1360 кг 1360 кг 1000 кг ?                   |
| Дальність (км)                              | 4300 км 4600 км                             | 4600 км 8×7400 км                           | 2400 км                                     | 7800 км                                     | 9100 км                                     | 4300 км                                     | 3000 км 3200 км 3200 км 5000 км             |

### Внесок в ядерний арсенал
У 1967 році, після передачі флоту 41 ПЧАРБ з 656 балістичними ракетами на борту значний зросла бойова потужність морських сил ядерного стримування (МСЯС) США. МСЯС США за кількістю носіїв лише на третину поступались силам ядерного стримування (СЯС) наземного базування і порівнялись за потужністю зі стратегічними бомбардувальниками.1552 боєзарядів, розміщених на ПЧАРБ, склали 40 % від загальної кількості ядерних боєзарядів США. Завдяки високому КОН більше половини ПЧАРБ знаходилася в постійній готовності до пуску своїх ракет. До 1978 рікв ПЧАРБ трьох серій «Лафайет» були переозброєні ракетами «Посейдон С3», а човни типів «Джордж Вашингтон» і «Етен Аллен» — ракетами «Поларіс-АЗТ». На ПЧА було розміщено 160 ракет «Поларіс-А3Т» (480 боєзарядів), 480 ракет «Посейдон С3» (потенційно до 4800 боєзарядів, але частина ракет була з 6 бойовими блоками) і 16 ракет «Трайдент-1 С4» (128 боєзарядів). Це дозволило ВМС США довести свій бойовий потенціал до 5328 боєзарядів, збільшивши вклад в ядерний арсенал США до 50 %. З того часу МСЯС США вийшли на перше місце по кількості розміщених на носіях боєзарядів і продовжують утримувати його досі.

## Представники
| Назва і номер             | Завод                      | Вигляд | Замовлено        | Закладено         | Спущено на воду   | Передано флоту | Виведено з флоту  |
| ------------------------- | -------------------------- | ------ | ---------------- | ----------------- | ----------------- | -------------- | ----------------- |
| «Бенджамін Франклін»      | Electric Boat              |        | 1 листопада 1962 | 25 травня 1963    | 5 грудня 1964     | 22 жовтня 1965 | 23 листопада 1993 |
| «Сімон Болівар»           | Newport News               |        | 1 листопада 1962 | 17 квітня 1963    | 22 серпня 1964    | 29 жовтня 1965 | 24 лютого 1995    |
| «Камегамега»              | Electric Boat              |        | 1 серпня 1962    | 2 травня 1963     | 16 січня 1965     | 10 грудня 1965 | 2 квітня 2002     |
| «Джордж Банкрофт»         | Electric Boat              |        | 1 листопада 1962 | 24 серпня 1963    | 20 березня 1965   | 22 січня 1966  | 21 вересня 1993   |
| «Льюїс та Кларк»          | Newport News               |        | 1 листопада 1962 | 29 липня 1963     | 21 листопада 1964 | 22 грудня 1965 | 1 серпня 1992     |
| «Джеймс Полк»             | Electric Boat              |        | 1 листопада 1962 | 23 листопада 1963 | 22 травня 1965    | 16 квітня 1966 | 8 січня 1999      |
| «Джордж Маршалл»          | Newport News               |        | 29 липня 1963    | 2 березня 1964    | 21 травня 1965    | 29 квітня 1966 | 24 вересня 1992   |
| «Генрі Стімсон»           | Electric Boat              |        | 29 липня 1963    | 4 квітня 1964     | 13 листопада 1965 | 20 серпня 1966 | 5 травня 1993     |
| «Джордж Вашингтон Карвер» | Newport News               |        | 29 липня 1963    | 24 серпня 1964    | 14 серпня 1965    | 15 червня 1966 | 18 березня 1993   |
| «Френсіс Скотт Кі»        | Electric Boat              |        | 29 липня 1963    | 5 грудня 1964     | 23 квітня 1965    | 3 грудня 1966  | 2 вересня 1993    |
| «Маріано Валлехо»         | Mare Island Naval Shipyard |        | 29 липня 1963    | 7 липня 1964      | 23 жовтня 1965    | 16 грудня 1965 | 9 березня 1995    |
| «Вілл Роджерс»            | Electric Boat              |        | 29 липня 1963    | 20 березня 1965   | 21 липня 1966     | 1 квітня 1967  | 12 квітня 1993    |